# (8859) 1991 PQ11
A (8859) 1991 PQ11 a Naprendszer kisbolygóövében található aszteroida. Henry Holt fedezte fel 1991. augusztus 9-én.